# Кунакулово
Кунакулово (Кунаккулово, Кунаккул) (баш. Ҡунаҡкол) — село в Бижбулякском районе Республики Башкортостан Российской Федерации. Входит в состав Кенгер-Менеузовского сельсовета. Проживают татары, башкиры.

## География

### Географическое положение
Возле села река Базлык впадает в реку Менеуз.
Расстояние до:
- районного центра (Бижбуляк): 15 км,
- центра сельсовета (Кенгер-Менеуз): 5 км,
- ближайшей ж/д станции (Аксеново): 31 км.
- Село Кунакулово с высоты птичьего полета.

## История
Название происходит от  личного имени баш. Ҡунаҡкол. 

## Население
| 2002 | 2009 | 2010 |
| ---- | ---- | ---- |
| 521  | ↗535 | ↘514 |

Национальный состав
Согласно переписи 2002 года, преобладающие национальности — татары (56 %), башкиры (44 %).

Согласно переписи 1920 года, в селе Кунакулово проживало 1426  татар.

## Религия
В селе есть мечеть.